# Monbahus
Monbahus ist eine französische Gemeinde mit 628 Einwohnern (Stand 1. Januar 2022) im Département Lot-et-Garonne in der Region Nouvelle-Aquitaine (vor 2016: Aquitanien). Die Gemeinde gehört zum Arrondissement Villeneuve-sur-Lot und zum Kanton Le Haut Agenais Périgord.
Der frühere Name des Dorfs lautete im 13. Jahrhundert „Monbaux“. Das Wort „Baux“ stammt von baussau ab, das „Felswand“ bedeutet.
Die Einwohner werden Monbahusiens und Monbahusiennes genannt.

## Geographie
Monbahus liegt circa 20 Kilometer nordwestlich von Villeneuve-sur-Lot in der historischen Provinz Agenais am nördlichen Rand des Départements.
Umgeben wird Monbahus von den acht Nachbargemeinden:
| Montignac-de-Lauzun | Monviel                                     |          |
| Tombebœuf           | Kompassrose, die auf Nachbargemeinden zeigt | Moulinet |
| Villebramar         | Montastruc Pinel-Hauterive                  | Beaugas  |

Monbahus liegt im Einzugsgebiet des Flusses Garonne.
Der Tolzac ist einer seiner Nebenflüsse. Er durchquert das Gebiet der Gemeinde zusammen mit seinen Nebenflüssen,
- dem Tolzac de Mangane,
- dem Ruisseau de Salembert, der in Monbahus entspringt, und
- dem Tolzac de Verteuil, der auch Petit Tolzac genannt wird.[3]

## Geschichte
Im 13. Jahrhundert existierte eine Motte mit einer hölzernen Festung auf einem Hügel oberhalb des Dorfs. Die geografische Lage zwischen dem Agenais und dem Périgord bedingte Auswirkungen des Hundertjährigen Kriegs. Im Jahre 1586 wurde die Festung während der Hugenottenkriege von katholischen Truppen belagert, erobert und in Brand gesteckt. Im 17. und im 18. Jahrhundert sind auf dem Standort vier Windmühlen gebaut worden, von denen heute eine teilweise noch existiert. Vom 15. bis zum 18. Jahrhundert gehörte die Seigneurie von Monbahus der Familie de Caumont, die weitere Besitzungen in der Umgebung hatten. Anschließend gelangte sie in die Hände der Familie Gontaud-Biron. Ein Herrenhaus existierte am Weiler Puydauphin und war Sitz eines eigenen Gerichtsbezirks. Im 19. Jahrhundert zählte das Napoleonische Kataster eine Kirche, eine Markthalle und 20 Häuser. Der Bau der Landstraße von Marmande nach Libos in der Mitte des 19. Jahrhunderts hatte eine Verlagerung des Zentrums zur Folge, in der einige Häuser abgerissen, andere neu gebaut wurden.
Monbahus lag an einer Nebenlinie der Eisenbahn zwischen Tonneins und Boudy-de-Beauregard. Sie beförderte von 1927 bis zum 1. September 1929 Personen und bis zum 30. Juni 1933 auch Güter.

## Einwohnerentwicklung
Nach Beginn der Aufzeichnungen stieg die Einwohnerzahl bis zur Mitte des 19. Jahrhunderts auf einen Höchststand von rund 1640. In der Folgezeit sank die Größe der Gemeinde bei kurzen Erholungsphasen, ein Trend, der bis heute anhält.
| Jahr      | 1962 | 1968 | 1975 | 1982 | 1990 | 1999 | 2006 | 2011 | 2022 |
| --------- | ---- | ---- | ---- | ---- | ---- | ---- | ---- | ---- | ---- |
| Einwohner | 947  | 863  | 729  | 709  | 695  | 642  | 660  | 624  | 628  |

## Sehenswürdigkeiten

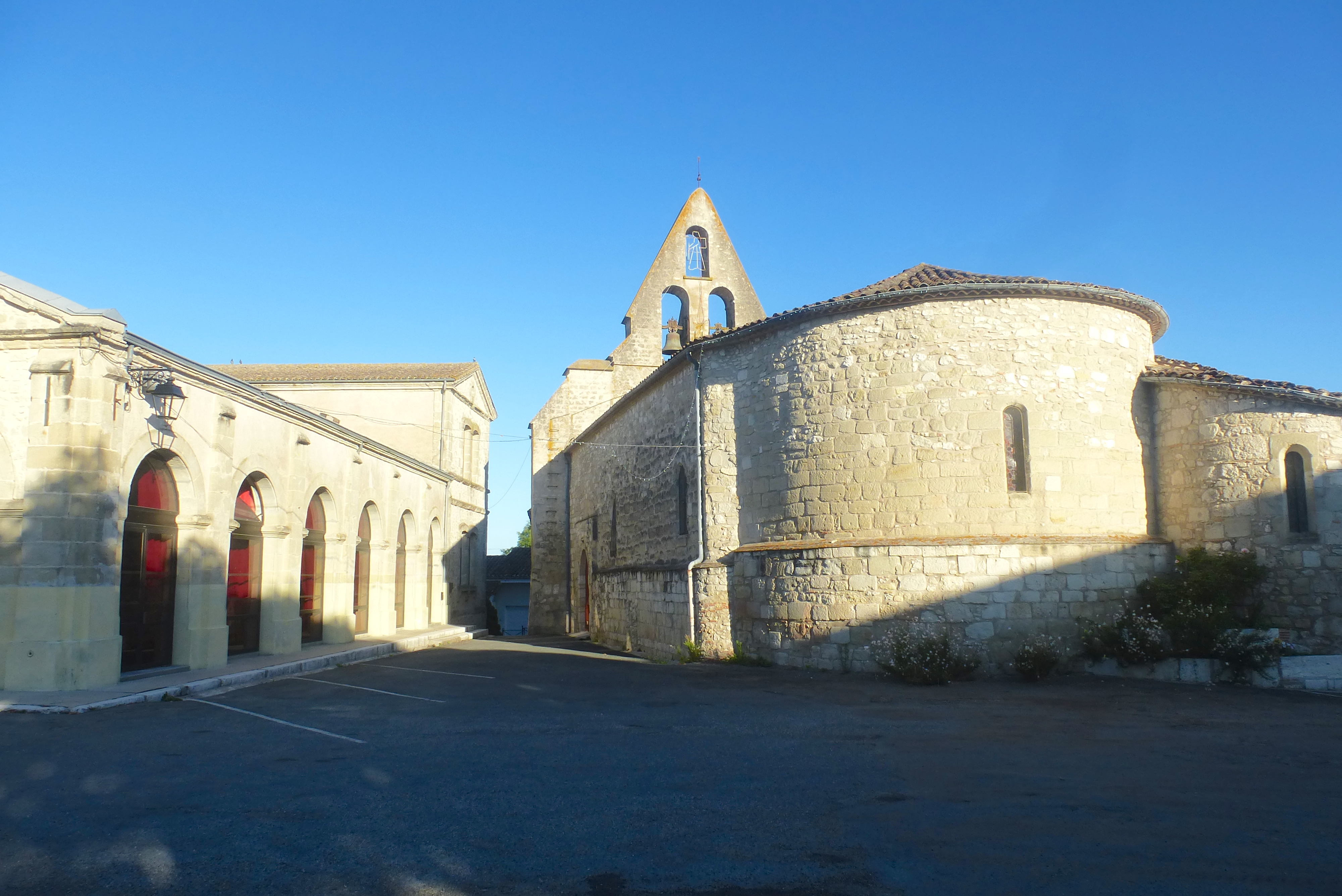
Pfarrkirche Notre-Dame

### Pfarrkirche Notre-Dame
Anhand der unteren Partien der Wände der Apsis wird die Bauzeit der Kirche auf das 12. Jahrhundert geschätzt. Sie befindet sich am nordwestlichen Rand der Hochfläche, auf der sich das Dorf von Monbahus befindet. Bei dem Besuch des Vikars Jean Valier im Jahre 1551 wurde festgestellt, dass die Kirche mit keinem Gewölbe versehen war, eine Kapelle besaß und einen Glockengiebel aufwies. Der Bischof Nicolas de Villars bezeichnete den Zustand zu Beginn des 17. Jahrhunderts als schlecht. Der Neubau von 1612 umfasste nur den vorderen Bereich. Im 18. Jahrhundert wurde nördlich eine Kapelle angebaut, die 1837 durch ein größeres Gebäude ersetzt wurde. Sie öffnet sich zum Langhaus über vier Rundbögen. Zur gleichen Zeit oder in der zweiten Hälfte des 19. Jahrhunderts wurde die Sakristei an der Südseite neu gebaut.
Zwei Ausstattungsgegenstände der Kirche sind als Monument historique der beweglichen Güter eingeschrieben. Es handelt sich um eine Statue mit der Darstellung Marias mit Jesuskind aus dem späten 18. oder frühen 19. Jahrhundert und um ein Gemälde mit dem Motiv der Anbetung der Hirten aus dem Jahre 1839.

### Pfarrkirche Saint-Martin in Roufiac
Die Pfarrgemeinde Roufiac westlich des heutigen Zentrums von Monbahus wurde im 13. Jahrhundert erwähnt. Von der mittelalterlichen Kirche haben möglicherweise nur die Wände der Apsis die Jahrhunderte überdauert. Der Putz, der sie heute vollständig überdeckt, lässt keine entsprechende Analyse zu. Zu Beginn des 16. Jahrhunderts wurde das Gotteshaus in großen Teilen neu gebaut, wie an der Form des westlichen Eingangsportals, des südlichen Eingangs und der Nische mit Kielbogen im Chor, die als Kredenz dient, geschlossen werden kann. Der Glockengiebel bestand bereits 1607, als der Bischof Nicolas de Villars die Kirche besuchte. Das Protokoll eines weiteren Besuchs im Jahre 1666 belegt, dass in der Zwischenzeit die nördliche Seitenkapelle errichtet worden war, die Maria geweiht war. Der Bischof Chabannes gab 1737 seinerseits an, dass sie dem heiligen Rochus geweiht wäre. Im Jahre 1882 wurde der Glockengiebel ausbessert und die Fensteröffnungen nach Plänen des Architekten T. Teulère überarbeitet. Restaurierungen fanden 1927 und nochmals im Jahre 1974 statt.
Eine Skulptur mit der Darstellung des Schutzpatrons der Kirche, dem heiligen Martin, ist als Monument historique der beweglichen Güter eingeschrieben. Sie stammt aus dem späten 18. Jahrhundert.

### Pfarrkirche Saint-Vincent in Loupinat
Bei dem Besuch des Vikars Jean Valier im Jahre 1551 wurde das Gotteshaus als ländliche Kirche neben vier oder fünf Häusern beschrieben, ohne Gewölbe, aber mit einem Glockengiebel. Mit dem Neubau des Eingangsportals im Jahre 1639 sind wahrscheinlich zur gleichen Zeit umfangreiche Reparaturarbeiten durchgeführt worden. Im Jahre 1893 wurde der Zustand als schlecht bezeichnet.

### Ehemalige Abtei Saint-Pierre de Gondon
Die Zisterzienserabtei wurde zu Beginn des 12. Jahrhunderts von Mönchen der Abtei Cadouin im Périgord gegründet. Laut L. Massip könnte dies durch Géraud de Salles zwischen 1105 und 1110 erfolgt sein. Der Standort war inmitten eines Walds, der den Seigneurs von Lauzun gehörte. Während des Hundertjährigen Kriegs und der Hugenottenkriege wurde das Kloster zerstört. Der Bischof von Agen, Claude de Gélas, ließ es in der Folge wiederherstellen. Im Jahre 1790 lebten nur vier Mönche in der Abtei, das noch die Kirche und das Klostergebäude umfasste. Außerdem gehörten der Garten, Weinberge, ein Wald, zwei Pachtbauernhöfe, eine Ziegelei, eine Windmühle und ein Haus in Monbahus dazu. Heute ist die Kirche verschwunden. Von den Klostergebäuden existiert ein rechteckiges Wohnhaus, das wahrscheinlich im Mittelalter aus Werksteinen errichtet wurde. Die Fenster stammen aus dem 18. 19. und 20. Jahrhundert. Ein viereckiger Taubenschlag datiert aus dem Ende des 18. oder dem Beginn des 19. Jahrhunderts, eine Scheune mit Stall aus dem Jahr 1907.

### Kapelle Notre-Dame de la Butte
Nachdem die Festung auf dem Hügel, der das Dorf überragt, zerstört worden war, sind vier Windmühlen zwischen dem frühen 17. und dem 18. Jahrhundert an der Stelle errichtet worden. Drei Mühlen sind zwischen 1870 und 1891 abgerissen worden, und die Steine der ehemaligen Festung sind verwendet worden, um die rue Traversière zu pflastern. Die übrig gebliebene Mühle namens Galinat wurde 1898 an die Gemeinde veräußert, die beschloss, diese in eine Kapelle umzuwandeln, die von einer Marienstatue bekrönt ist.

## Wirtschaft und Infrastruktur
Die Landwirtschaft ist einer der wichtigsten Wirtschaftsfaktoren der Gemeinde.

### Bildung
Die Gemeinde verfügt über:
- eine öffentliche Vor- und Grundschule mit 63 Schülerinnen und Schülern im Schuljahr 2018/2019[16] und
- das private Collège „Notre-Dame“.[17]

### Verkehr
Monbahus ist erreichbar über die Routes départementales 124, 145, 227, 241, 254, 256 und 273.